# Attacini
De Attacini zijn een geslachtengroep van vlinders uit de familie nachtpauwogen (Saturniidae).

## Geslachten
- Attacus
- Archaeoattacus
- Archaeosamia
- Callosamia
- Coscinocera
- Epiphora
  - = Drepanoptera
- Eupackardia
- Faidherbia
- Hyalophora
- Rothschildia
- Samia